# 朱晨麗
朱晨麗（1987年12月2日—），香港女演員、節目主持及《2011年度香港小姐競選》冠軍，童年在蘇州及上海成長，16歲起在香港求學及生活，現為無綫電視經理人合約女藝員。她是香港選美史上為數不多出身自內地的冠軍級人馬。

## 簡歷

### 早年生活
朱晨麗早年在江蘇省蘇州市三元二村生活，1996年與外公、外婆與父母遷居彩香二村生活，以經營煙草雜貨店維生。朱曾就讀蘇州市三元實驗小學。為圓母親的跳舞夢，自小習舞。4歲時學習拉丁舞，兩年後轉學到金閶區少年宮學習中國舞。至10歲獲上海遠東芭蕾藝術中等專業學校取錄，便隻身由家鄉蘇州前往上海，接受五年芭蕾舞的訓練。2003年16歲畢業時獲香港演藝學院招收赴港入讀舞蹈學院，主修芭蕾舞四年。
朱晨麗在學習期間成績優秀，在學院名列前茅，曾兩個年度獲得學院頒發獎學金，此後又榮獲甘迺迪表演藝術中心全額獎學金，赴美國華盛頓深造與交流，畢業後獲得香港芭蕾舞團賞識，並吸納成為一名專業舞者，順理成章以跳舞為職業。她憶述當年初到香港時，完全不懂廣東話，連基本的溝通也有困難。她得到同事及朋友的幫助，學會繁體字及廣東話拼音，加上每天練習，因此廣東話很快便有進步。

### 參加選美
早於2003年，朱晨麗已參加蘇州第三屆水鄉儷人比賽。2006年，她以玩票性質報名參加該屆的亞洲小姐競選內地網絡賽區，但是報名之後即刻被大會淘汰。其後在2011年，朱晨麗参加香港小姐競選，賽前被封為“翻版陳法拉”而成為大熱。比賽期間總共獲「最受歡迎大獎」、「歡樂大使獎」、「時尚目光大獎」，最後更成功奪冠。之後參選《2012年度國際中華小姐競選》，並獲得「大中華區典雅氣質大獎」。

### 演藝發展
2012年，朱晨麗代替受傷的陳法拉接拍重頭劇《名媛望族》，分別與馬國明、吳卓羲合作並飾演情侶，該劇是其加入無綫電視後首部參演的劇集。同年亦參演重頭劇《衝上雲霄II》及《情逆三世緣》。2014年，她參演劇集《八卦神探》，首次飾演女警。2015年參演劇集《拆局專家》，並再度飾演女警。同年4月，她在劇集《EU超時任務》與在《衝上雲霄II》飾演父女的單立文飾演年齡相差28歲的夫妻；5月首次參演古裝劇《末代御醫》，繼《情逆三世緣》後再次與敖嘉年飾演夫妻；9月再度參演古裝劇《味想天開》，與黃子恆飾演情侶；同年首次在《萬千星輝頒獎典禮2015》首度入圍「飛躍進步女藝員」。
2016年，朱晨麗參演台慶劇《致命復活》，並憑「葉秋」一角在《萬千星輝頒獎典禮2016》首度入圍「最佳女配角」。2017年5月，她參演劇集《棟仁的時光》，因角色要求，拍攝前曾接受一連串鋼管舞訓練。同年7月接拍劇集《特技人》，並首度擔任女主角，拍攝期間曾因連續拍30多小時，導致體力透支而被送院治理。2018年，她憑劇集《超時空男臣》「方惠玲」一角以黑馬姿態在《萬千星輝頒獎典禮2017》獲得「最佳女配角」獎，卻遭觀眾及網民批評其演技幼嫩，並未足以得獎。對於觀眾及網民的負面評價，她則表示今後會多加鞭策自己，努力進修演技。
2018年5月，朱晨麗參演劇集《多功能老婆》，與洪永城飾演夫妻，並與楊千嬅及陳煒飾演閨密。同年10月參演重頭劇《法證先鋒IV》，飾演重案組警長，繼《特技人》後再次與譚俊彥合作，並與黃浩然飾演兄妹。她在拍攝期間為求逼真棄用替身，親身拍攝在39樓天台救人的戲份，導致手肘脫骹，頸椎嚴重移位險致半癱，要長期進行針灸復位治療。同年憑台慶劇《兄弟》「楊青青」一角在《萬千星輝頒獎典禮2019》首度入圍「最佳女主角」，並憑民初劇《平安谷之詭谷傳說》「顧曼儀」一角再次入圍「最受歡迎電視女角色」。
2019年3月，朱晨麗拍攝民初劇《大醬園》，並再次與何廣沛合演情侶，兩人多次傳出緋聞。同年憑台慶劇《多功能老婆》「馬思蕾」一角在《萬千星輝頒獎典禮2019》再次入圍「最佳女主角」及「最受歡迎電視女角色」。
2020年初，朱晨麗在中國大陸參演《新倚天屠龍記》，2018年一度有報道指出她飾演「周芷若」一角，不過最終飾演「殷素素」一角。同年中，她與鄭嘉穎拍攝香港電影《焚身》。2020年12月，她憑《大醬園》「夏小滿」一角在《萬千星輝頒獎典禮2020》再次入圍「最佳女主角」及「最受歡迎電視女角色」。

## 感情生活
朱晨麗於2017年起與何廣沛交往，至2023年分手。

## 拍攝糾紛
2019年12月19日，朱晨麗出席《多功能老婆》之愛情角力宣傳活動，投訴洪永城拍劇時自行添加「啜戲」，鬧出「聲稱鹹豬嘴」疑雲。 朱晨麗聲稱：「洪永城於此劇飾演我老公，少不免有親密鏡頭，『但好多時有啲親密行為都係洪永城自己加』，其實根據劇本只需『點到即止』，洪永城在開拍時突然加添錫我行為，當時我不懂如何反應，我沒有理由推開洪永城，唯有本住專業精神繼續開拍，事後我都有向洪永城說不要再『加咁多嘢落去』，洪永城沒有向我道歉，還說是『劇情需要』，雖然我同洪永城『好好朋友』，但都『有啲嬲』」。
12月21日，洪永城受訪時澄清「無抽水」。洪永城說：「可能朱晨麗『講得唔係咁好』，令大家誤會。其實昨天朱晨麗有主動短訊我，說『唔好意思』，朱晨麗可能誤導觀眾聯想到負面畫面，朱晨麗向我道歉。我提醒朱晨麗：『下次小心些，不要說該些詞語，因為好容易（令人誤會）。』『抽水』是犯法，但我們還是朋友。拍攝時可能是自己比較進取而不自知，可能會有些動作上冒犯令朱晨麗感到不舒服，但係大部份戲份，我們全部都有事前溝通過。其實我在拍攝現場都有與朱晨麗說『唔好意思』。『我只係做返我一個專業演員應該做嘅嘢』」。
2020年3月24日，有傳《多功能老婆》開拍續集時，洪永城暗示不想與朱晨麗再合作，朱晨麗出席《法證先鋒IV》宣傳活動時說，合作與否由公司安排：「我『冇乜嘢』，大家是正常朋友。『我所講嘅嘢唔會生安白造』，之後我有多次安慰洪永城及向洪永城道歉說『唔好意思』，此事過了很久，『唔好再將件事放大』」。

## 演出作品

### 電視劇
| 年份     | 劇名             | 角色                        |
| 無綫電視 |                  |                             |
| 2012年   | 名媛望族         | 季小由                      |
| 2013年   | 衝上雲霄II       | 胡 娉（Pink Pink）/ 景洛桃  |
| 2013年   | 情逆三世緣       | 林艷芳                      |
| 2014年   | 八卦神探         | 鐵良芷                      |
| 2015年   | 以和為貴         | 裘莉莉（Lily）（客串第7集） |
| 2015年   | 拆局專家         | 趙丹青（Madam Chiu、青青）  |
| 2016年   | EU超時任務       | 馮芷澄                      |
| 2016年   | 末代御醫         | 珍 妃                       |
| 2016年   | 致命復活         | 葉 秋（Queenie）            |
| 2017年   | 味想天開         | 第五緣                      |
| 2017年   | 超時空男臣       | 方惠玲（Catherine）         |
| 2018年   | 平安谷之詭谷傳說 | 顧曼儀                      |
| 2018年   | 棟仁的時光       | 莫熙蓮（Haley）             |
| 2018年   | 特技人           | 常美姝（May豬）             |
| 2018年   | 兄弟             | 楊青青（Madam Young）       |
| 2019年   | 多功能老婆       | 馬思蕾                      |
| 2020年   | 大醬園           | 夏小滿 / 萬靜文             |
| 2020年   | 法證先鋒IV       | 高 靖                       |
| 2022年   | 美麗戰場         | 唐 昕                       |
| 2022年   | 輕·功            | 李艷如（Yuki）              |
| 2024年   | 反黑英雄         | 彭穎琪                      |
| 邵氏兄弟 |                  |                             |
| 2022年   | 飛虎之壯志英雄   | 展敏莉                      |
| 中國大陸 |                  |                             |
| 2024年   | 歸棹             | 何宏娟                      |

### 電影
| 首映   | 電影名               | 角色             |
| 2011年 | Laughing Gor之潛罪犯 | 蔡美雪（蔡小姐） |
| 2012年 | 愛在魅來1分鐘        | Rebecca          |
| 2015年 | 賭城風雲II           | 國際刑警（小雨） |
| 2015年 | 有客到               | 記者 NiKi        |
| 2016年 | 使徒行者             | Samantha         |
| 2022年 | 倚天屠龍記之九陽神功 | 殷素素           |
| 2022年 | 焚身                 | 劉靖             |
| 2024年 | 反貪風暴之加密危機   | 美希             |
| 2025年 | 贖夢                 | Donna            |

### 主持節目
| 年份     | 節目名                                    | 合作主持                 |
| 無綫電視 |                                           |                          |
| 2011年   | 功夫新星總決賽                            | 錢嘉樂、歐陽靖           |
| 2011年   | 荃灣飛躍五十載                            | 鄧梓峰、曾華倩           |
| 2017年   | 星級超常任務（星級健康4之Go Green碳世界） | 鄧佩儀、黃子恆、何君誠   |
| 2017年   | 玩轉香港日與夜                            | 黃子恆、歐陽巧瑩、許家傑 |
| 2020年   | 3日2夜（第四輯）                          | 何广沛                   |
| 2021年   | We Miss Hong Kong STAY-cation晉級賽       |                          |

## 曾獲獎項及提名

### 香港小姐競選
| 年份   | 獎項           | 結果 |
| ------ | -------------- | ---- |
| 2011年 | 冠軍           | 獲獎 |
| 2011年 | 觀眾最受歡迎獎 | 獲獎 |
| 2011年 | 歡樂大使獎     | 獲獎 |
| 2011年 | 時尚目光獎     | 獲獎 |

### 國際中華小姐競選
| 年份   | 獎項                 | 結果 |
| ------ | -------------------- | ---- |
| 2012年 | 大中華區典雅氣質大獎 | 獲獎 |

### 星和無綫電視大獎
| 年份   | 獎項              | 劇集       | 角色/拍檔 | 結果 |
| ------ | ----------------- | ---------- | --------- | ---- |
| 2017年 | 我最愛TVB女配角   | 超時空男臣 | 方惠玲    | 提名 |
| 2017年 | 我最愛TVB女角色   | 超時空男臣 | 方惠玲    | 提名 |
| 2017年 | 我最愛TVB熒幕情侶 | 超時空男臣 | 與何廣沛  | 提名 |

### TVB 馬來西亞星光薈萃頒獎典禮
| 年份   | 獎項              | 劇集                  | 角色   | 結果 |
| ------ | ----------------- | --------------------- | ------ | ---- |
| 2013年 | 最具潛質女藝員    | 衝上雲霄II 情逆三世緣 | 不適用 | 提名 |
| 2013年 | 最喜愛TVB女配角   | 情逆三世緣            | 林艷芳 | 提名 |
| 2015年 | 最喜愛TVB電視角色 | 拆局專家              | 趙丹青 | 提名 |
| 2017年 | 最喜愛TVB電視角色 | 超時空男臣            | 方惠玲 | 獲獎 |
| 2017年 | 最喜愛TVB女配角   | 超時空男臣            | 方惠玲 | 提名 |

### 萬千星輝頒獎典禮
| 年份   | 獎項                    | 作品                               | 角色   | 結果     |
| ------ | ----------------------- | ---------------------------------- | ------ | -------- |
| 2015年 | 飛躍進步女藝員          | 八卦神探 以和為貴 拆局專家         | 不適用 | 提名     |
| 2016年 | 最佳女配角              | 致命復活                           | 葉 秋  | 提名     |
| 2017年 | 飛躍進步女藝員          | 味想天開 超時空男臣 玩轉香港日與夜 | 不適用 | 提名     |
| 2017年 | 最受歡迎電視女角色      | 超時空男臣                         | 方惠玲 | 提名     |
| 2017年 | 最佳女配角              | 超時空男臣                         | 方惠玲 | 獲獎     |
| 2018年 | 新加坡最喜愛TVB女主角   | 特技人                             | 常美姝 | 提名     |
| 2018年 | 馬來西亞最喜愛TVB女主角 | 特技人                             | 常美姝 | 提名     |
| 2018年 | 最佳女主角              | 兄弟                               | 楊青青 | 提名     |
| 2018年 | 最受歡迎電視女角色      | 平安谷之詭谷傳說                   | 顧曼儀 | 提名     |
| 2019年 | 最佳女主角              | 多功能老婆                         | 馬思蕾 | 提名     |
| 2019年 | 最受歡迎電視女角色      | 多功能老婆                         | 馬思蕾 | 最後五強 |
| 2020年 | 最佳女主角              | 大醬園                             | 夏小滿 | 提名     |
| 2020年 | 最受歡迎電視女角色      | 大醬園                             | 夏小滿 | 提名     |
| 2020年 | 馬來西亞最喜愛TVB女主角 | 大醬園                             | 夏小滿 | 提名     |
| 2022年 | 最佳女主角              | 美麗戰場                           | 唐 昕  | 提名     |
| 2022年 | 最受歡迎電視女角色      | 美麗戰場                           | 唐 昕  | 提名     |
| 2022年 | 最受歡迎電視女角色      | 輕·功                              | 李艷如 | 提名     |
| 2022年 | 最佳女配角              | 輕·功                              | 李艷如 | 提名     |
| 2022年 | 馬來西亞最喜愛TVB女主角 | 美麗戰場                           | 唐 昕  | 提名     |

### 觀眾在民間電視大奬
| 年份   | 獎項           | 劇集   | 角色   | 結果 |
| ------ | -------------- | ------ | ------ | ---- |
| 2018年 | 民選最佳女主角 | 特技人 | 常美姝 | 提名 |
| 2018年 | 民選最佳女配角 | 兄弟   | 楊青青 | 提名 |

### 香港電視大獎
| 年份   | 獎項             | 劇集             | 角色   | 結果 |
| ------ | ---------------- | ---------------- | ------ | ---- |
| 2018年 | 女配角獎（劇集） | 平安谷之詭谷傳說 | 顧曼儀 | 提名 |
| 2018年 | 女主角奬（劇集） | 兄弟             | 楊青青 | 提名 |

## 外部連結
- 朱晨麗的新浪微博
- 朱晨麗的Instagram帳戶
- 朱晨麗的Facebook專頁
- 朱晨麗的小紅書帳戶
- 朱晨麗在香港影庫上的簡介

| 前任： 陳庭欣 | 香港小姐競選冠軍 2011年 | 繼任： 張名雅 |